# Praha-Smíchov
Praha-Smíchov egy csehországi vasútállomás, a prágai Smíchov kerületben.

## Megközelítés helyi közlekedéssel
- Metró:  B
- Busz:  105, 118, 120, 125, 129, 172, 190, 196, 197, 231, 241, 244, 314, 317, 318, 320, 321, 334, 338, 361, 390, 901, 907
- Villamos:  4, 5, 12, 20, 94
- Vonat:   R10   R16   R18   R19   R26   S5   S6   S65   S7

## Vasútvonalak
Az állomást az alábbi vasútvonalak érintik:
- Prága–Beroun-vasútvonal
- Prága–Rudná u Prahy–Beroun-vasútvonal
- Prága–Plzeň-vasútvonal
- Smíchov–Hostivice-vasútvonal
- Prága–Hostivice–Rudná u Prahy-vasútvonal

## Szomszédos állomások
A vasútállomáshoz az alábbi állomások vannak a legközelebb:
- Praha hlavní nádraží (Český Brod train station, S7)
- Praha-Velká Chuchle (Beroun, S7)
- Praha-Vršovice
- Praha-Hlubočepy (Beroun, S6)
- Praha-Žvahov

## Fordítás
- Ez a szócikk részben vagy egészben  a   Praha-Smíchov című lengyel Wikipédia-szócikk fordításán alapul.  Az eredeti cikk szerkesztőit annak laptörténete sorolja fel. Ez a jelzés csupán a megfogalmazás eredetét és a szerzői jogokat jelzi, nem szolgál a cikkben szereplő információk forrásmegjelöléseként.
- Ez a szócikk részben vagy egészben  a   Praha-Smíchov című cseh Wikipédia-szócikk fordításán alapul.  Az eredeti cikk szerkesztőit annak laptörténete sorolja fel. Ez a jelzés csupán a megfogalmazás eredetét és a szerzői jogokat jelzi, nem szolgál a cikkben szereplő információk forrásmegjelöléseként.